# Guerra russo-sueca (1495-1497)
La Guerra russo-sueca (1495-1497) fou el resultat d'una aliança entre el gran príncep Ivan III del Gran Ducat de Moscou i Joan I de Dinamarca en contra de la família Sture de Suècia amb l'esperança de prendre el tron suec. Es creu que Hans de Dinamarca va prometre als moscovites terres a Finlàndia, per bé que no va mostrar aquesta aliança fins que va ser coronat rei de Suècia al final de la Guerra.
Com s'havia acordat, Ivan III va enviar els prínceps Daniïl Sxenià i Vassili Xuiski per tal d'assetjar el castell de Viborg. El setge va durar tres mesos i va acabar quan el castellà va fer explotar les reserves de pólvora i els russos van desmuntar els seus ginys de setge espantats, segons s'explica en la tradició oral sueca. L'any següent els generals russos Vassili Kossoi i Andrei Txeliadnins van devastar les zones rurals de la Finlàndia sueca, van atacar el castell de Olavinlinna i van arribar fins a Hämeenlinna. Un altre destacament va navegar al llarg de la costa, cosa que va obligar els finesos a la submissió.
Sten Sture el Vell, que estava a Turku (Åbo), va tennir coneixement de l'expedició russa i va enviar Svante Nilsson amb 2.000 per prendre Ivàngorod, una nova fortalesa que Ivan III havia construït a Íngria per protegir la frontera russa dels cavallers livons. La fortalesa va ser presa sense dificultat, però era impossible defensar-la durant un llarg període, així que Svante Nilsson va proposar als cavallers livons que se la quedessin. Aquests, però, la van rebutjar. Finalment, els suecs, la van cremar i van retornar a la seva terra.
Després que el tron suec anés a Joan de Dinamarca, es van suspendre les hostilitats fins al 1508, quan Suècia i Moscou van ratificar un tractat de pau per 60 anys. Encara que la guerra no havia donat uns resultats tangibles per a cap dels bel·ligerants, els dos països van corroborar la pau el 1513 i el 1524.

## L'explosió del castell de Vyborg

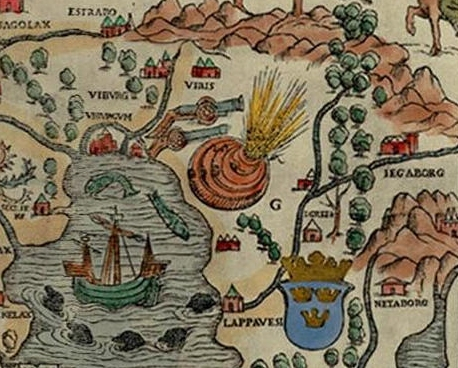
Olaus Magnus va incloure el castell de Vyborg el 1536 a la Carta marina.

La memòria de la immensa explosió en el Castell de Vyborg el 30 de novembre de 1495 ha sobreviscut en el folklore finès i rus. Probablement, algunes de les històries que s'expliquen són inventades. La defensa de Vyborg estava en mans del castellà Knut Posse. Els moscovites estaven a punt de conquerir la ciutat i segons la llegenda, Posse va fer volar el polvorí; altres versions diuen que fou una figura que va baixar del cel amb una creu de Sant Andreu
S'han intentat donar algunes explicacions al fenomen. Només hi havia uns dos-cents soldats suecs per defensar la ciutat, davant d'un exèrcit amb armes pesants. El primer embat moscovita fou repel·lit amb èxit, però a finals de novembre, els moscovites van atacar amb totes les seves forces. La batalla semblava perduda, havien aconseguit conquerir part de la muralla i algunes torres. Però de cop, es van retirar, sembla que Posse tenia una mina amb pólvora sota una de les torres, que va fer detonar. Els invasors van quedar completament trasbalsats davant l'explosió, que no entenien, i es van retirar. Possiblement també van pensar que Sant Andreu, que és el dia 30 de novembre, havia ajudat als suecs i per tant, van aixecar el setge.